# Víctor Fajardo (provincie)
| Víctor Fajardo                                           | Víctor Fajardo                  |
| -------------------------------------------------------- | ------------------------------- |
| Harta localizării provinciei în cadrul regiunii Ayacucho |                                 |
| Informații generale                                      |                                 |
| Nume nativ                                               | Provincia de Víctor Fajardo     |
| Țară                                                     | Peru                            |
| Regiune                                                  | Ayacucho                        |
| Fondare                                                  | 14 noiembrie 1910               |
| Primar                                                   | Julio Chillcce Jayo (2011-2014) |
| - Capitală                                               | Huancapi                        |
| - Suprafață totală                                       | 2260 km2                        |
| Cel mai înalt punct                                      | 3 102                           |
| - Districte                                              | 12                              |
| Populație                                                |                                 |
| An recensământ                                           | 2005                            |
| - Totală                                                 | 25 411                          |
| - Densitate                                              | 11,24/km2                       |
| Fus orar                                                 | UTC-5                           |
| Sit web                                                  | http://www.munifajardo.gob.pe/  |
| UBIGEO                                                   | 0509                            |
| Modifică text                                            |                                 |

Víctor Fajardo este una dintre cele unsprezece provincii din regiunea Ayacucho din Peru. Capitala este orașul Huancapi. Se învecinează cu provinciile Cangallo, Vilcas Huamán, Sucre, Lucanas și Huanca Sancos și cu regiunea Huancavelica.
Provincia a fost creată prin legea nr. 1306 din 14 noiembrie 1910.

## Diviziune teritorială

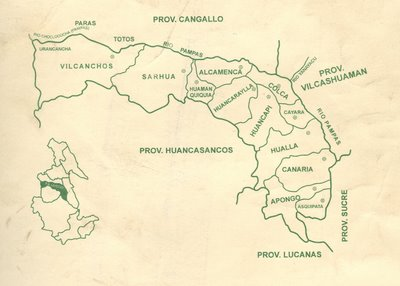
Harta districtelor. La rândul său, provincia este împărţită în 12 districte.

Provincia este divizată în 12 districte (spaniolă: distritos, singular: distrito):
- Huancapi
- Alcamenca
- Apongo
- Asquipata
- Canaria
- Cayara
- Colca
- Huamanquiquia
- Huancaraylla
- Huaya
- Sarhua
- Vilcanchos

## Grupuri etnice
Provincia este locuită de către urmași ai populațiilor quechua. Quechua este limba care a fost învățată de către majoritatea populației (procent de 86,22%) în copilărie, iar 13,42% dintre locuitori au vorbit pentru prima dată spaniolă. (Recensământul peruan din 2007)